# Гори Таджикистану
Гори Таджикистану займають 93 % території країни і є осередком сучасного заледеніння. Майже 6 % території республіки (9000 км²), вкриті льодовиками. Типова гірська країна з абсолютними висотами від 300 до 7495 м, що належать до найвищих гірських систем.

## Опис
На північному заході й в центральній частині країни розташувалися Туркестанський, Зеравшанський, Гісарський і Алайський хребти; на південному сході — Памір зі своїми найвищими піками, один із яких пік Ісмаїла Самані — 7495 метрів (раніше Пік Комунізму) і хребтами Академії Наук, Заалайський, Дарвазький, Петра Першого, Язгулемський, Рушанський та Північно-Алічурський. Гірські вершини країни є джерелами численних водних потоків, які вливаються в головні річки республіки Сирдар'ю, Пяндж та Вахш. Більше як половина території країни розташована на висотах понад 3000 м над рівнем моря.

## Вершини
| 1  | Пік Ісмаїла Самані (у минулому пік Комунізму) | 7495 м |
| 2  | Пік Абу Алі ібн Сіни                          | 7134 м |
| 3  | Озоді                                         | 7105 м |
| 4  | Пік Незалежності (у минулому пік Революції)   | 6974 м |
| 5  | Пік Москви                                    | 6785 м |
| 6  | Пик Карла Маркса                              | 6726 м |
| 7  | Пік Гармо                                     | 6595 м |
| 8  | Пік Енгельса                                  | 6510 м |
| 9  | Пік Радянських Офіцерів                       | 6233 м |
| 10 | Пік Вудор                                     | 6132 м |
| 11 | Пік Північний Музкол                          | 6128 м |
| 12 | Пік Мірсаїд Міршакара                         | 6096 м |
| 13 | Пік Патхор                                    | 6083 м |

## Гірські пасма та хребти Таджикистану
- Хребет Академії Наук
- Дарвазький хребет
- Хребет Музкол
- Зулумарт
- Рушанський хребет
- Хребет Північний Танимас
- Північно-Алічурський (Базардаринський) хребет
- Ішкашимський хребет
- Ванчський хребет та відроги
- Шугнанський хребет
- Південно-Алічурський хребет
- Сарикольський хребет
- Масив Богчигір
- Гірський вузол Такалі
- Туркестанський хребет
- Фанські гори
- Гісарський хребет (ділянка на захід від перевалу Анзоб)
- Матчинський гірський вузол
- Зеравшанський хребет
- Каратегінський хребет

## Гірські хребти
У Таджикистані розташовуються такі гірські хребти:
Туркестанський хребет — завдовжки близько 340 км, належить до Гісаро-Алайської гірської системи. З Алайським хребтом на сході змикається через гірський вузол Матчу і простягається на захід до Самаркандської рівнини. На висоті 3378 метрів, через один із перевалів хребту — Шахрістан, проходить шосе Душанбе — Худжанд.
Зеравшанський хребет — 370 км, що простягається, з численними поперечними долинами на північному схилі, звідки стікаються ліві притоки річки Зеравшан. Найвища точка — гора Чімтарга (5489 м). На хребті розташовано близько 560 льодовиків загальною площею 270 км.
Гісарський хребет завдовжки близько 200 км. Проходить на південь від Зеравшанського хребта і на північ від Душанбе через Гісарський район.
Алайський хребет — входить до гірської системи Паміро-Алай та територією Таджикистану, проходить частково. Хребет рясніє льодовиками та майже на всій довжині укритий вічним снігом, особливо на заході. Площа зледеніння 568 км.
Хребет Академії Наук — протяжністю близько 110 км. Найвища точка хребта — пік Ісмаїла Самані (7495 м) — найвища точка Таджикистану.
Хребет Петра I — гірський хребет на Західному Памірі, між річками Сурхоб і Обіхінгоу. Відходить на захід від хребта Академії Наук. Довжина хребта становить близько 200 км, середня висота — 4300 м на заході та 6000 м на сході. Найвища точка — Пік Москви (6785 м).
Бабатаг — гірський хребет, що простягнувся майже на 125 км на кордоні Таджикистану та Узбекистану, між річками Сурхандар'я та Кафірніган (праві притоки Амудар'ї). Його висота сягає 2292 м.

## Галерея

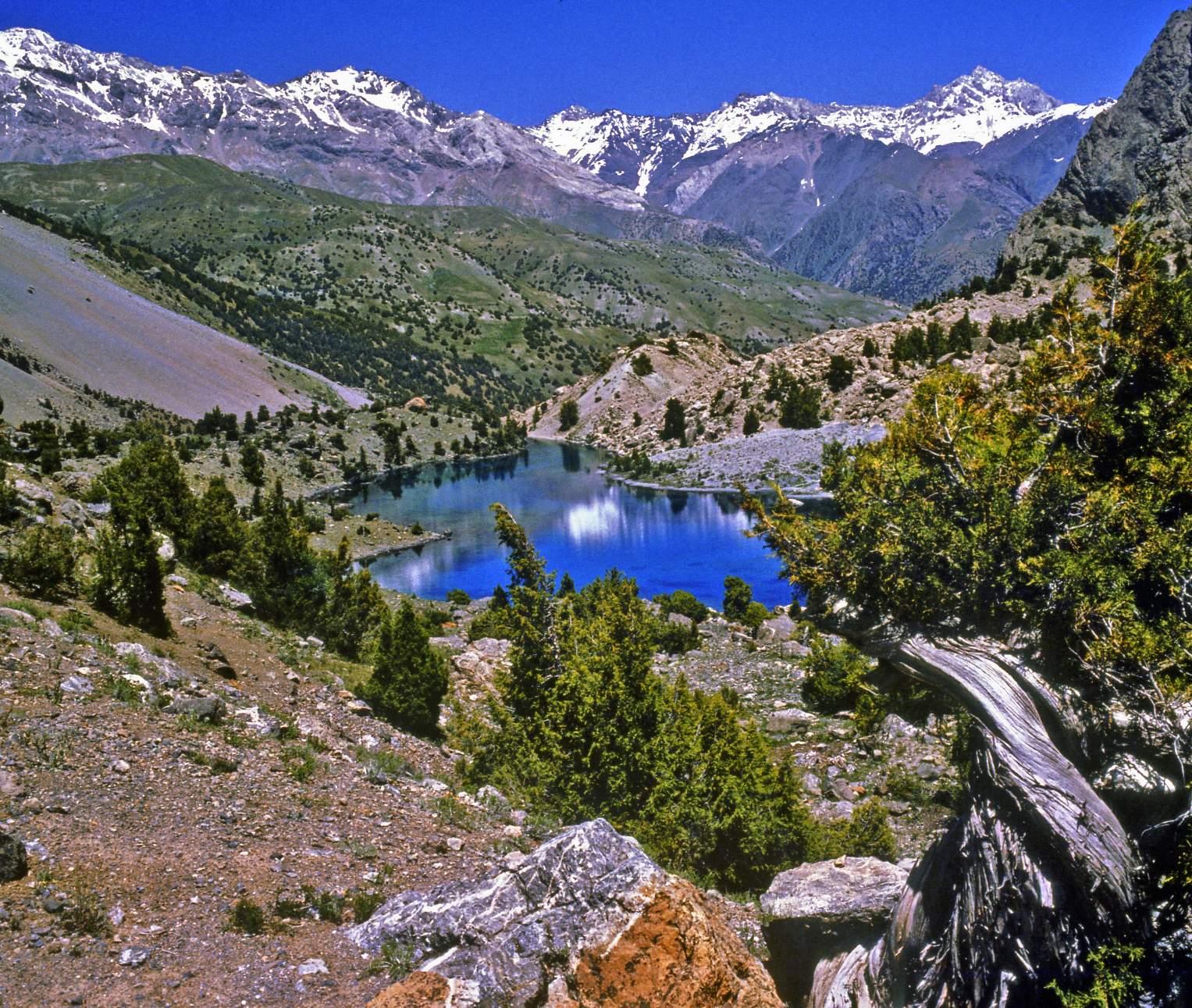
Фанські гори
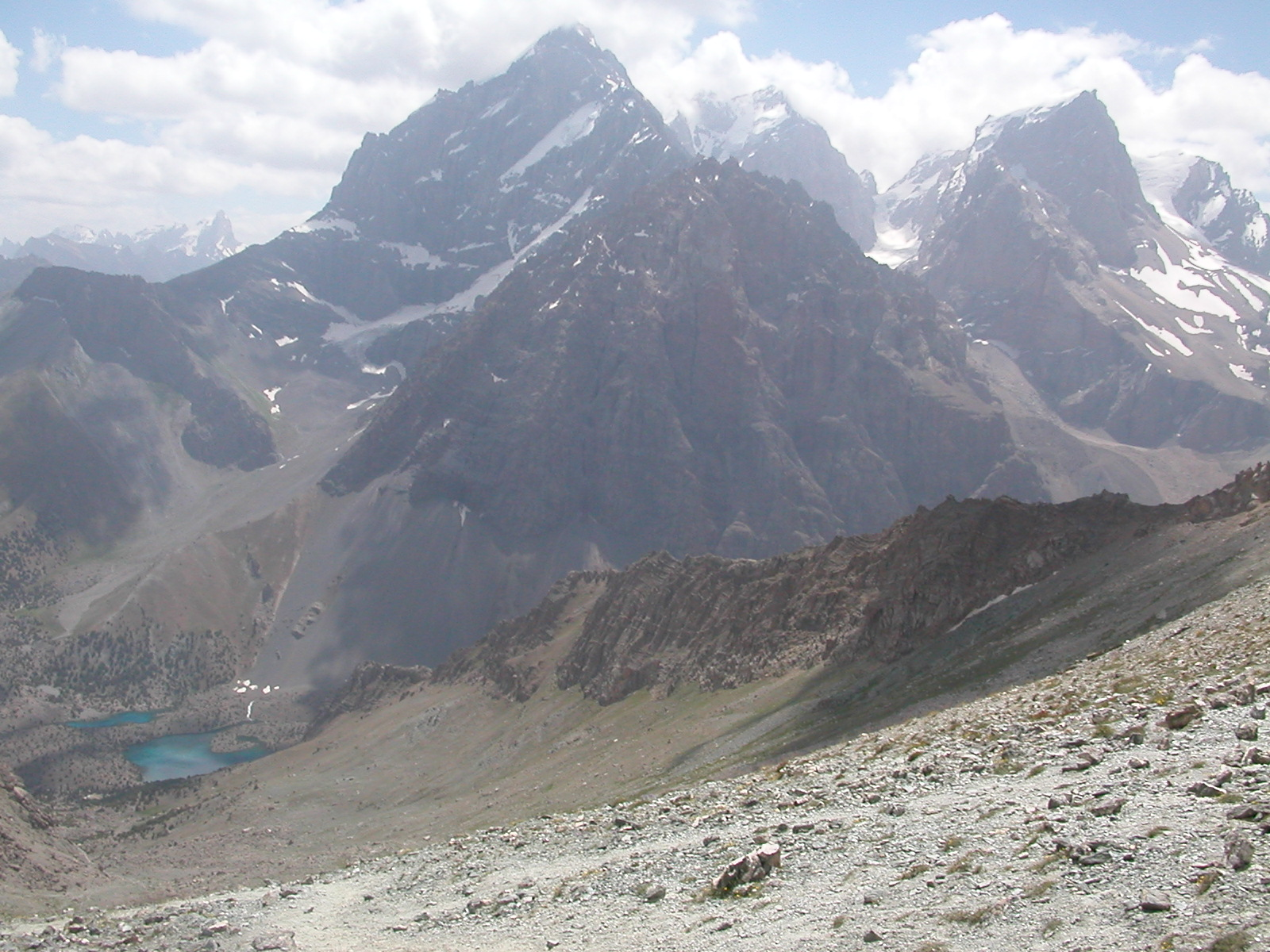
Піки Чапдара та Бодхона
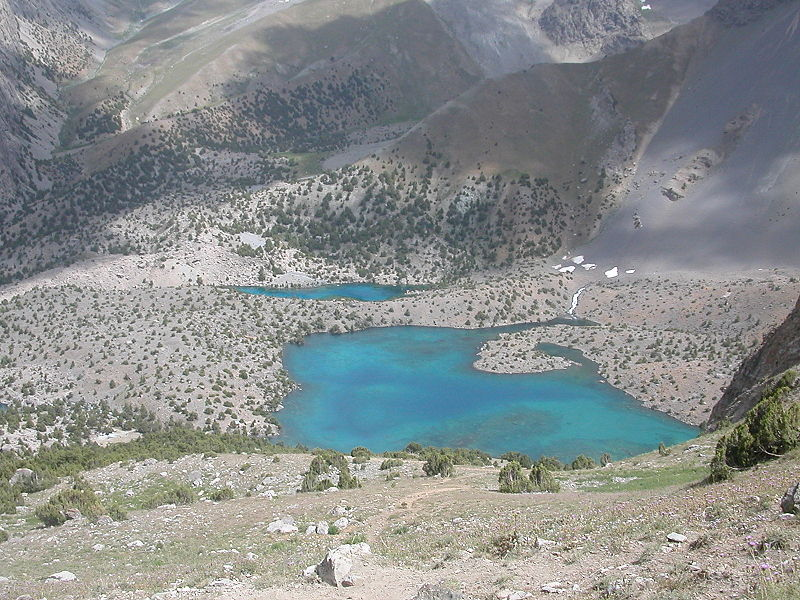
Алаудінські озера
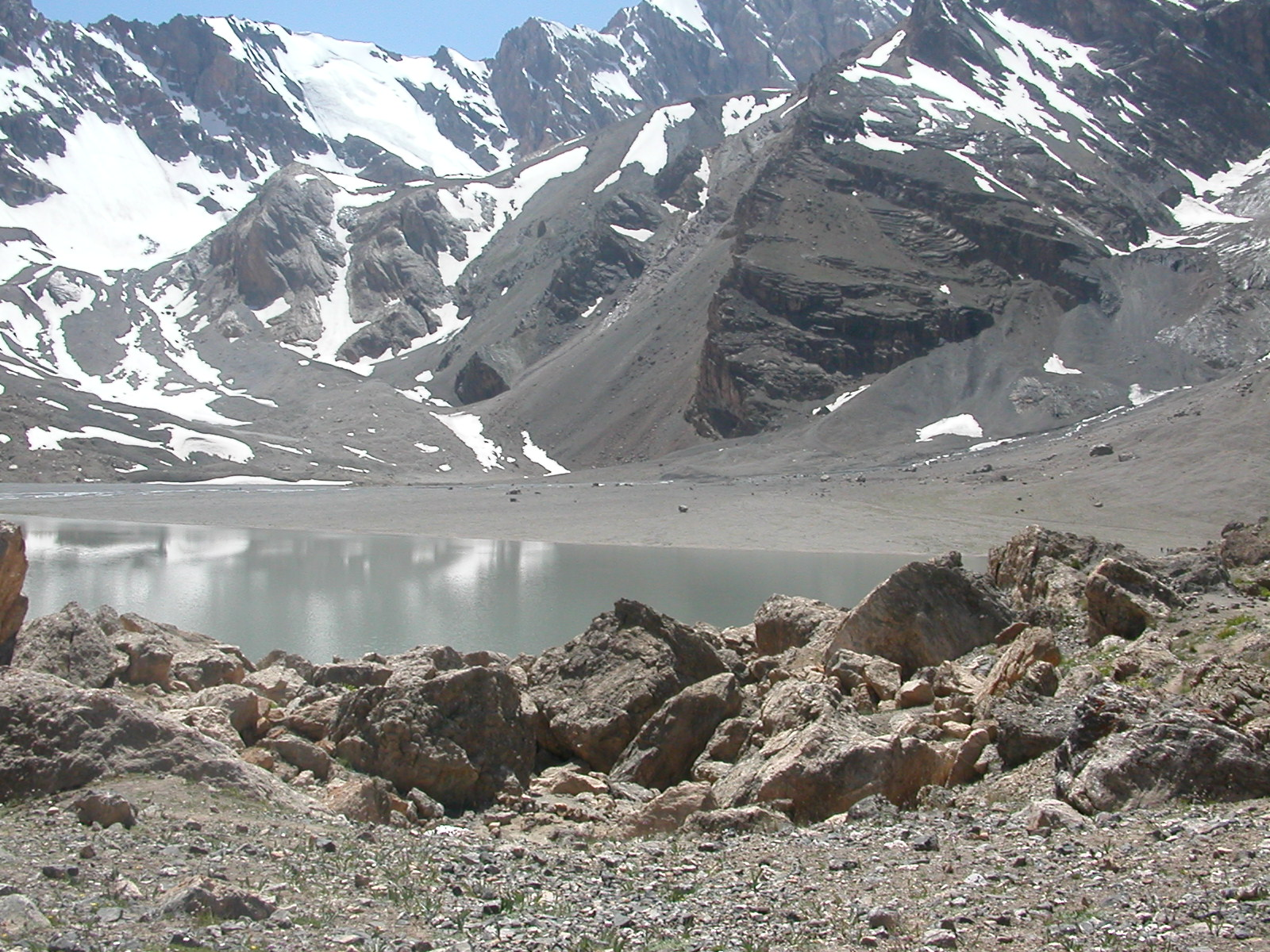
Мутні озера
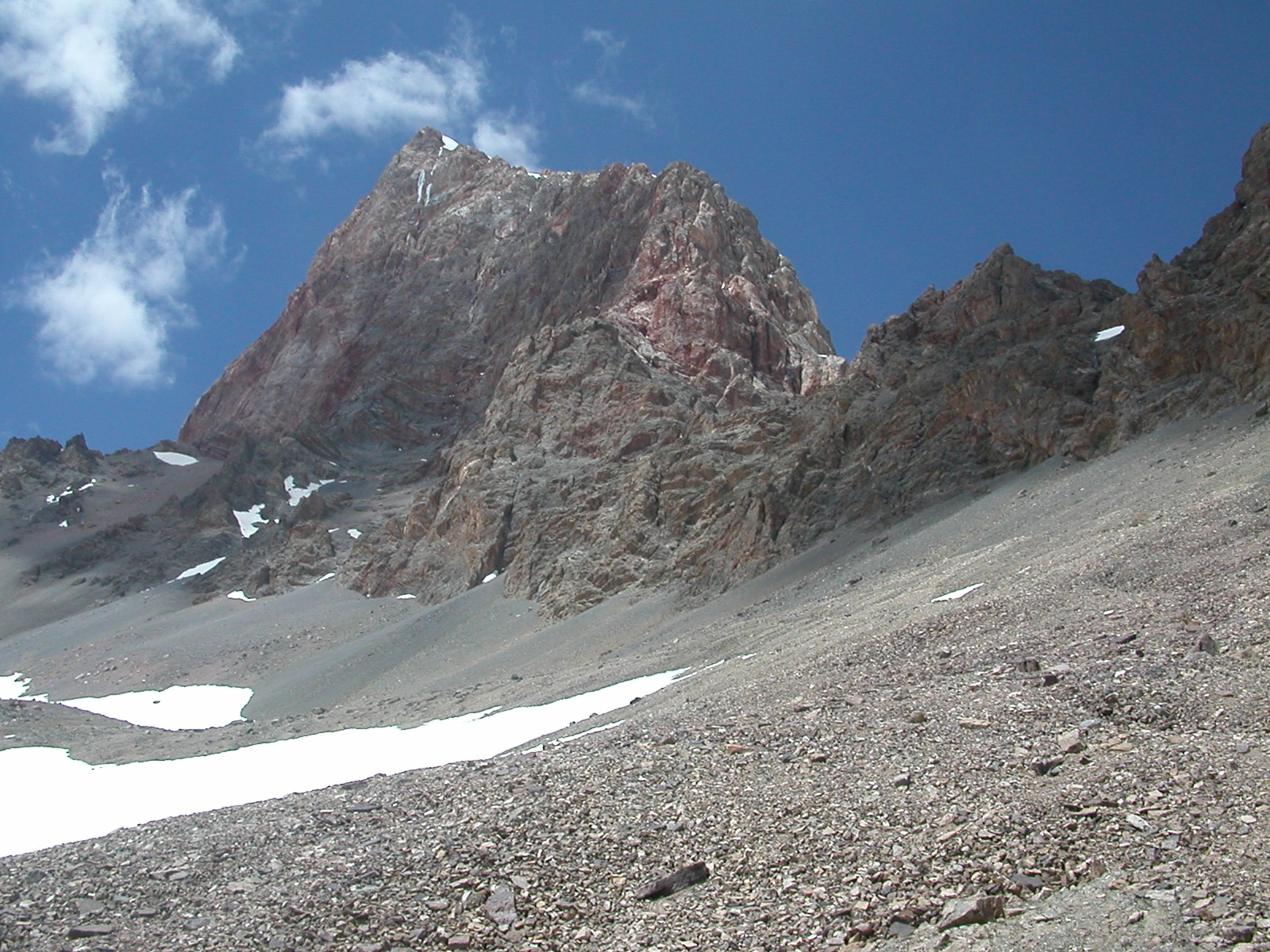
Пік Чимтарга